# Революционная армия народа (Аргентина)
Революционная армия народа (исп. Ejército Revolucionario del Pueblo, ERP) — военное подразделение коммунистической Partido Revolucionario de los Trabajadores (PRT, рус. Революционная партия трудящихся / Рабочая революционная партия) в Аргентине.

## История

### Происхождение
ERP была основана как военное крыло PRT, коммунистической партии, которая изначально стояла на троцкистских традициях, но вскоре обратилась к маоистской теории — в частности, по культурной революции. В 1960-х годах PRT приняла фокистскую стратегию повстанцев Че Гевары, который был одним из лидеров Кубинской революции вместе с Фиделем Кастро.
ERP начала партизанскую кампанию против аргентинского диктаторского режима Хуана Карлоса Онганиа в 1969 году, применяя такие методы борьбы, как убийства и похищения членов правительства. При этом большинство похищений заканчивались гибелью заложников, особенно когда те не играли ключевой роли в жизни страны. Кроме того, отряды ERP совершали нападения на офисы провластных организаций. Авторитетная аргентинская Crónica de la subversión en la Argentina утверждает, что за время своей деятельности партизаны ERP имели свои ячейки в 52 городах, её отряды причастны к ограблению 166 банков и получению выкупов на общую сумму 76 000 000 долларов от похищений 185 человек.
Группа продолжала применять жестокие методы даже после свободных демократических выборов 1973 года и возвращения к власти Хуана Перона. 6 декабря был похищен Виктор Самуэльсон, исполнительный директор корпорации Exxon. Он был освобождён спустя 49 дней после выплаты правлением корпорации 14,2 миллиона долларов. Общепринятой целью ERP была коммунистическая революция против аргентинского правительства для установления «диктатуры пролетариата».
После этого деятельность ERP приобрела форму нападений на военные посты, полицейские участки и конвои. В 1971 году были убиты 57 полицейских, а в 1972 — 38.
В январе 1974 года «Организация героев Трелью» (исп. Compañía Héroes de Trelew), названная в честь событий 1972 года, во время которых 16 политзаключённых, которые пытались бежать, были казнены без суда и следствия, атаковала казармы в Асуле. Эта атака привела к убийству начальника и его жены и захвату в плен одного офицера. В декабре 1975 года силы в составе 300 боевиков ERP при поддержке военных совершили нападение на казармы Монте-Чинголо вблизи Буэнос-Айреса, но потеряли 63 человек, многих из которых были ранены во время нападения, а затем убиты. Кроме того, были убиты семь военнослужащих и трое полицейских. 23 октября 1974 года боевики ERP застрелили подполковника Хосе Франсиско Гардона, когда тот выходил из госпиталя в Буэнос-Айресе. В целом в период 1975—1976 годов было убито 293 аргентинских военнослужащих и полицейских.

### Операция в Тукумане
По возвращении Хуана Перона на пост президента в 1973 году ERP перешла к использованию стратегии сельской местности с целью обеспечения большей площади для размещения боевых подразделений, предназначенных для борьбы против правительства страны. Руководство ERP решило отправить отряд Compania del Monte Ramón Rosa Jimenez в провинцию Тукуман, в бедное андское высокогорье в северо-западной части Аргентины. По состоянию на декабрь 1974 года этот отряд насчитывал 100 бойцов, а также 400 человек поддержки. Во главе с Марио Роберто Сантучо они вскоре установили контроль над третьей частью провинции и организовали группу, насчитывавшую 2500 членов.
В 1974 году в горной местности Тукуман было развёрнуто подразделение в составе около 3500 солдат и двух подразделений элитных бойцов под командованием бригадного генерала Акделя Виласа. Этими действиями началась так называемая операция «Независимость», к которой позже присоединились более 1500 солдат из 4-й воздушно-десантной и 8-й горнопехотной бригад. Характер развернувшейся войны в значительной степени был обусловлен особенностями местности: горы, реки и непроходимые джунгли не позволяли сторонам быстро продвигаться по этим территориям. Самолёты A-4B Skyhawk и F-86F Sabre использовались для огневой поддержки с воздуха, в то время как североамериканские T-34 и FMA IA 58 Pucará применялись в качестве лёгкой штурмовой авиации. Хотя большинство партизан действовали в лесах и горной местности, Вилас сконцентрировался на уничтожении сети поддержки ERP в городах, применяя методы «государственного террора» — тактики, которая впоследствии широко использовалась во время «Грязной войны», так же как и тактика «гражданского влияния». Вооружённые силы обнаружили базовый лагерь Сантучо в августе, а в сентябре взяли штурмом городскую штаб-квартиру ERP. Большинство членов Compania del Monte’s в основном были убиты в октябре, а остальные разогнаны до конца года. Несмотря на то, что большинство членов ERP было уничтожено, в правление Исабель Мартинес де Перон было арестовано ещё множество членов этой организации, а также тех, кто ей сочувствовал.
В мае 1975 года представитель ERP Амилькар Сантучо был захвачен при попытке добраться до Парагвая с целью налаживания сотрудничества с местными левыми (JCR). Для своего спасения последний сообщил информацию по организации финансирования группы. Это позволило аргентинским службам безопасности уничтожить остатки ERP, хотя очаги партизан оставались в труднодоступных лесных и горных массивах на протяжении ещё многих месяцев.
Между тем партизанское движение сосредоточилось в северных районах, и 5 октября 1975 года представители «монтонерос» совершили крупную акцию. Боевиками был захвачен гражданский самолёт, после чего напав на казармы 29-го пехотного полка, расквартированного в Формосе, и захватив его склад с оружием, «монтонерос» отступили с места по воздуху. После завершения операции боевики самолётом переместились в провинцию Санта-Фе. Самолёт, Boeing 737 авиакомпании Aerolíneas Argentinas, в конце концов приземлился в поле недалеко от города Рафаэла. В результате указанных действий боевиков были убиты 12 солдат и 2 полицейских, а ещё несколько ранены.
В декабре 1975 года большинство подразделений 5-й бригады были сосредоточены на границах Тукумана (всего более 5000 военных), однако кольцо было не столь плотным, чтобы через него невозможно было проникнуть. Поэтому ERP всё ещё имела сильные позиции в самом Буэнос-Айресе. 23 декабря 1975 году была начата «рождественская операция» Марио Сантучо. Операция была драматичной по ходу событий. Поддержанные отрядами «монтонерос», боевики совершили нападение на военную базу «Доминго Вьехобуэно» в промышленном пригороде Монте-Чинголо, к югу от Буэнос-Айреса. Нападение было отбито: ERP потеряла 53 боевиков, а также 9 членов группы поддержки. В этой операции принимали участие около 1000 человек, которым противостояли правительственные войска также в составе 1000 человек. Эта операция стала возможной не только благодаря усилиям партизан, но и их сторонников, которые предоставили помещение для размещения сил боевиков и их дальнейшего укрытия.

### События в других провинциях
30 декабря прогремел взрыв в Генеральном штабе вооружённых сил Аргентины в Буэнос-Айресе, ранивший по крайней мере шестерых военнослужащих.  На конец 1975 года левым крылом партизанского движения в целом были убиты 137 военных и полицейских. Военнослужащие, особенно младшие офицеры, стремительно теряли доверие к правительству и начали искать лидера, который, по их мнению, был достаточно сильным, чтобы обеспечить сохранение суверенитета Аргентины, и остановили свой выбор на генерал-лейтенанте Хорхе Виделе. 11 февраля 1976 года был убит полковник Рауль Рафаэль Рейес, а ещё двое солдат были ранены, после того как они попали в засаду шести боевиков ERP в пригороде Буэнос-Айреса Ла-Плате.
В марте 1976 года был совершён военный переворот. Сразу после переворота Сантучо писал, что «реки крови отделят аргентинский народ от военных», а также что переворот приведёт к гражданской войне. 29 марта 1976 года лидеры ERP потеряли 12 боевиков в перестрелке с военными в центре столицы, однако Сантучо с 50 боевиками сумел пробиться и бежать из засады.
Большего успеха добились аргентинские военные и полиция в середине апреля в Кордове, когда в результате серии рейдов IV воздушно-пехотной бригады при активном участии боевых вертолётов и военных спутников США были убиты около 300 боевиков и членов групп поддержки ERP в этой провинции. В течение первых нескольких месяцев правления военной хунты левыми радикалами было убито более 70 полицейских. В середине 1976 года аргентинские военные полностью уничтожили элитное подразделение ERP в результате двух жестоких перестрелок. Командиры ERP, Марио Роберто Сантучо и Бенито Уртеага, были убиты в июле отрядом 601-го разведывательного батальона под командованием капитана Хуана Карлоса Леонетти. Вскоре после этого был схвачено и убито около ста членов молодёжного крыла организации при подготовке террористических акций во время финальных игр чемпионата мира по футболу 1978 года.
18 февраля 1977 произошло неудачное покушение (попытка взрыва самолёта на взлёте) на руководство страны: главу военной хунты генерала Хорхе Виделу, министра экономики Х. А. Мартинеса де Оса, бригадного генерала О. Кейро и генералов О. Аспитарте, Х. Р. Вильярреала и А. Харгуиндеги (операция «Чайка», Operación Gaviota). Члены спецподразделения  не были захвачены, за исключением их командира Эдуардо Стрегера, который был схвачен по другому поводу несколько месяцев спустя и пропавшего без вести.
Несмотря на неудачи, ERP продолжала свою деятельность под руководством Энрике Горриарана до конца 1977 года, когда была окончательно уничтожена. К тому времени военная диктатура развернула собственную кампанию против «диверсантов», в число которых включались также студенты, интеллигенция, политические активисты, которые могли составить основу для будущего восстания. По разным данным, во времена военной диктатуры в Аргентине, действовавшей с 1976 по 1983 год, были убиты (или пропали без вести) от 12 261 до 30 000 человек. Около 11 000 аргентинцев подали заявления и получили по 200 000 долларов в качестве компенсации за потерю близких в период военной диктатуры. По данным The Wall Street Journal, порядка 13 000 аргентинцев стали жертвами «левого террора».

## Окончание деятельности
Между лидерами ERP в эмиграции произошёл раскол. Подчинившиеся Луису Маттини организовали в 1979 в Италии шестой съезд организации, на котором объявили о приказе распустить ERP. Вставшие на сторону Энрике Горриарана отправились в Никарагуа, где воевали в рядах СФНО до победы никарагуанской революции.
ERP ненадолго продолжила свою деятельность в 1989, однако ненадолго, после чего прекратила своё существование. Число погибших членов организации оценивается примерно в 5000 человек.